# Dogana

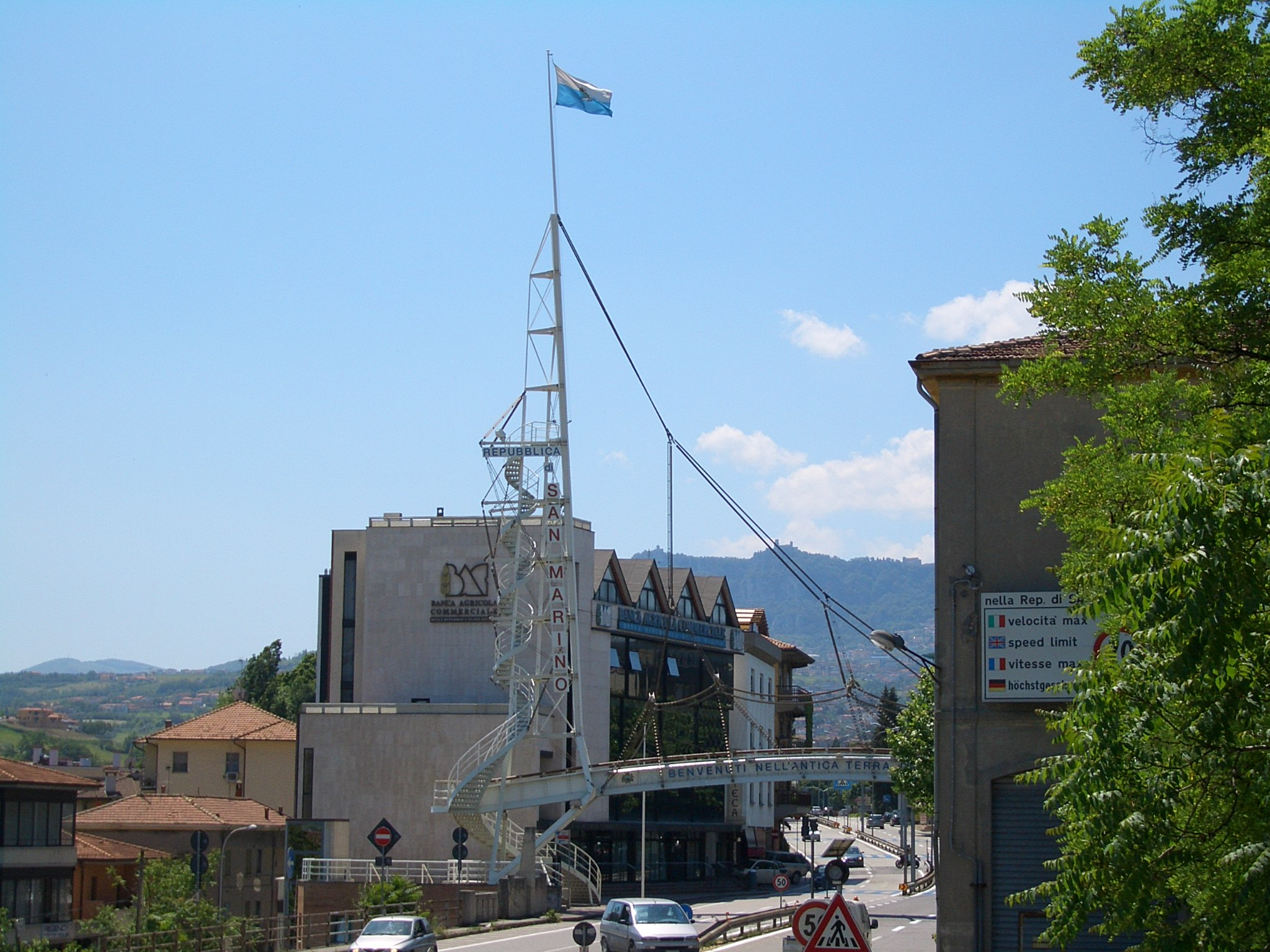
Điểm vào Cộng hòa San Marino ở Dogana

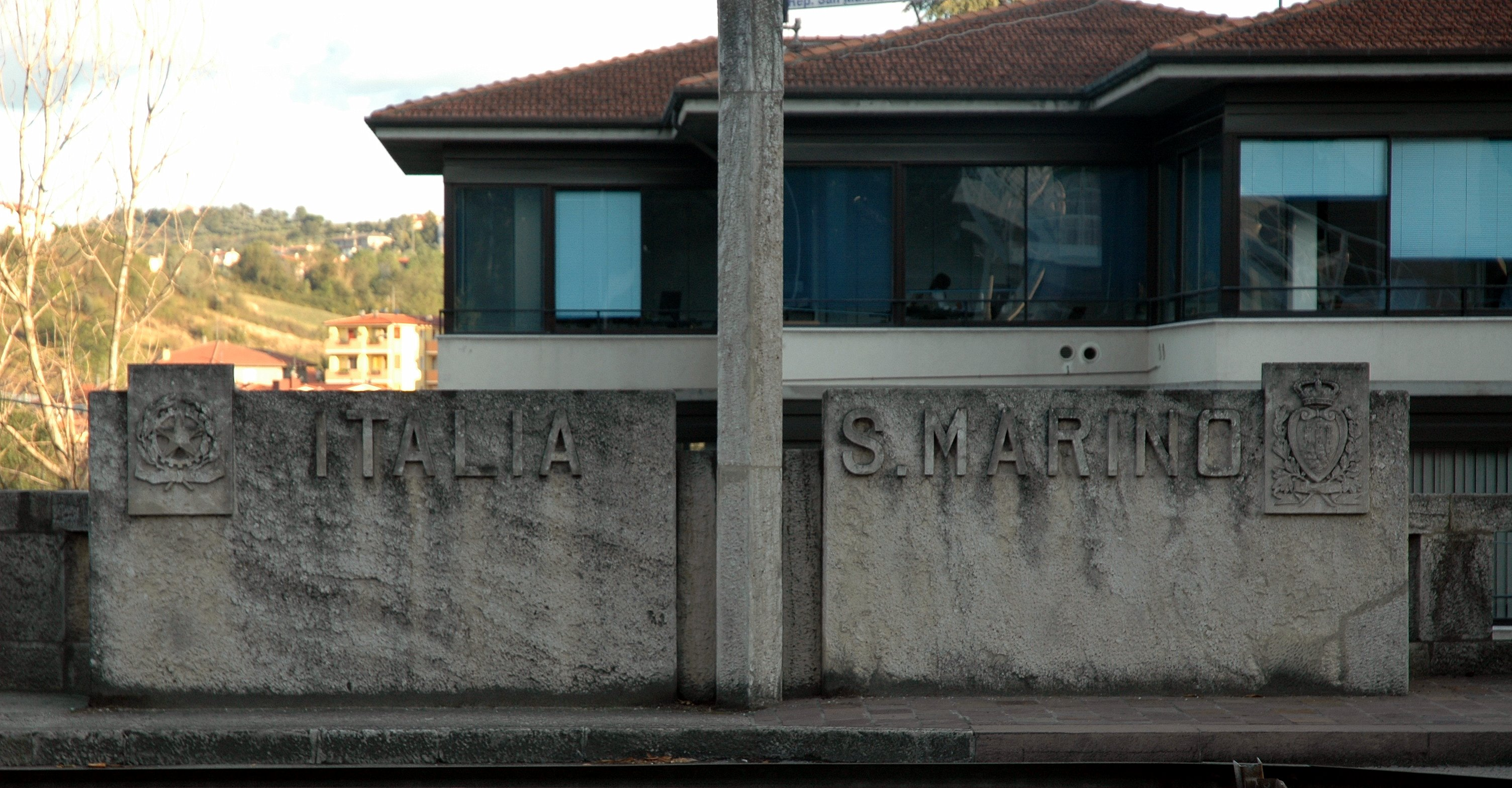
Biên giới giữa Ý và San Marino tại Dogana

Dogana là một thị trấn và một giáo xứ dân sự (curiazia) ở góc đông bắc của San Marino ở Serravalle (lâu đài). Thị trấn là khu định cư đông dân nhất trong nước cộng hòa.
Thị trấn nằm ở ở điểm cực bắc của San Marino sau Falciano, gần biên giới với Italia (tại Cerasolo, một giáo khu dân sự của Coriano, trên địa bàn tỉnh của Rimini).
Thị trấn có dân số 7000 người. Do kích thước của nó, trong năm 2006 người ta đã kiến nghị tách ra khỏi Serravalle và trở thành Castello riêng, nhưng trong năm 2007 đề nghị bị từ chối. Một quyền tự chủ một phần được thể hiện trong Dogana đó có mã bưu chính của nó (47891), trong khi phần còn lại của Serravalle là 47899.
Dogana là điểm vào chính cho các du khách đến vào San Marino từ Italia (bằng đường cao tốc 72 từ Rimini). Mặc dù Dogana có nghĩa là cửa khẩu hải quan đối với Ý, không có thủ tục biên giới bất cứ nơi nào trên biên giới giữa Italia và San Marino, do đó, người lái xe có thể dừng lại ở Dogana chỉ để mua sắm tại một trong những trung tâm mua sắm của mình.